# Синявська сотня
Синявська сотня —  військово-адміністративна одиниця Чернігівського полку Гетьманщини.

## Історія
Юридично оформилася як військово-адміністративний підрозділ села Синявка на початку 1654 р. у складі Ніжинського полку. Хоча виникла, ймовірно, десь наприкінці 1651 року. Протягом 1654-1669 pp. перебувала у складі Ніжинського полку. У 1669 р. гетьман Дем'ян Многогрішний, для посилення Чернігівського полку і зменшення великого і незручного в управлінні Ніжинського полку включив Синявську сотню до Чернігівського полку, в якому вона знаходилася постійно аж до своєї ліквідації у 1782 р. територія сотні увійшла далі до створеного Чернігівського намісництва.
Сотенний центр: містечко Синявка, сьогодні — однойменне село Корюківського району Чернігівської області. Серед сотенної старшини найбільш відомі родини Стефановичів, Бородух та Свириденків.

## Сотники
- Дашевич [Дашевський] Овсій (1654)
- Юненко Степан Тарасович (1654)
- Тихін (1660). Тихонов Андрій (1661)
- Рубан Ілля Аврамович (1662)
- Марченко Василь Маркович (1669-1686)
- Стефанович Яків (1690)
- Княгницький Іван (1690)
- Прокопович Іван (1690)
- Грищенко Василь (1691)
- Мищенко Василь Михайлович (1694-1696)
- Стефанович Федір (1700)
- Бородуха Максим (1703)
- Устинов Тихін (1711)
- Мандрика Петро (1721)
- Свириденко Василь (1722)
- Свириденко Клим (1723)
- Полянський Андрій Олександрович (1723-1753)
- Бородуха Максим Федорович (1743, н.)
- Петров Петро (1744, н.)
- Петрункевич Степан Опанасович (1753-1774)
- Жуковський Максим (1774-1782)